# Petr Hrdlička
Petr Hrdlička (* 23. Dezember 1967 in Brno, Tschechoslowakei) ist ein ehemaliger tschechischer Sportschütze.

## Erfolge
Petr Hrdlička nahm an den Olympischen Spielen 1992 in Barcelona im Trap teil. In der Qualifikationsrunde belegte er mit 146 Punkten den neunten Rang, im anschließenden Halbfinale wurde er mit 195 Punkten Zweiter. Kazumi Watanabe, der ebenfalls 195 Punkte schoss, machte wie Hrdlička im Finale 24 Punkte, sodass es zum Stechen zwischen den beiden um die Goldmedaille kam. Watanabe verfehlte gleich das erste Ziel, während Hrdlička traf und damit Olympiasieger vor Watanabe und Marco Venturini wurde. 2002 beendete er seine Karriere.